# شوراب (بیرجند)
شوراب نام یک منطقه مسکونی است در دهستان شاخن از توابع بخش مرکزی شهرستان بیرجند، واقع در استان خراسان جنوبی که بر پایه سرشماری عمومی نفوس و مسکن در سال ۱۳۸۵ جمعیت آن ۱۶۸ نفر (در ۵۱ خانوار)  و طبق سرشماری عمومی نفوس و مسکن در سال ۱۳۹۵ جمعیت آن ۶۹ نفر (در ۲۹ خانوار) بوده‌است.